# Diocesi di Ecdaumava
La diocesi di Ecdaumava (in latino Dioecesis Ecdaumavensis) è una sede soppressa del patriarcato di Costantinopoli e una sede titolare della Chiesa cattolica.

## Storia
Ecdaumava, identificata con Çeşmelisebil nel distretto di Sarayönü in Turchia, è un'antica sede episcopale della provincia romana della Licaonia nella diocesi civile di Asia. Faceva parte del patriarcato di Costantinopoli ed era suffraganea dell'arcidiocesi di Iconio.
La diocesi non è menzionata in nessuna delle Notitiae Episcopatuum del patriarcato di Costantinopoli; presumibilmente dunque la sede era già soppressa prima del VII secolo, epoca a cui risale la prima Notitia conosciuta.
Due dei vescovi noti di questa antica sede vescovile sono documentati dalle fonti conciliari. Erezio prese parte al concilio di Nicea del 325 e la sua sottoscrizione si trova assieme a quelle dei vescovi della Galazia; la diocesi di Ecdaumava infatti fu distaccata dalla Galazia e integrata nella Licaonia in occasione della creazione di questa provincia attorno al 371. Al concilio di Calcedonia del 451 il vescovo Egemonio non fu presente; nella solenne sessione del 25 ottobre, in presenza dell'imperatore Marciano, è rappresentato dal metropolita Onesiforo di Iconio, che sottoscrisse al suo posto la definizione di fede.
Probabilmente a questa diocesi è da assegnare un altro vescovo. Nel 434 il vescovo Proclo fu trasferito da Cizico al patriarcato di Costantinopoli; questo trasferimento suscitò le critiche di coloro che lo ritenevano contrario alle norme canoniche. Lo storico Socrate Scolastico, nella sua Historia ecclesiastica, difese la legittimità di quest'atto riportando una serie di precedenti, tra cui quello di Ottimo che venne trasferito dalla sede di Agdameias a quella di Antiochia di Pisidia. Questo trasferimento deve essere avvenuto prima del 375/377, epoca in cui Ottimo è già documentato come metropolita di Antiochia. Incerta tuttavia è l'interpretazione del termine Agdameias utilizzato da Socrate Scolastico: per Le Quien si tratta della diocesi di Acmonia, per altri è invece la sede di Apamea di Pisidia, altri ancora ritengono si tratti della diocesi di Ecdaumava.
Dal 1933 Ecdaumava è annoverata tra le sedi vescovili titolari della Chiesa cattolica; finora il titolo non è ancora stato assegnato.

## Cronotassi dei vescovi greci
- Erezio † (menzionato nel 325)
- Ottimo ? † (? - prima del 375/377 nominato metropolita di Antiochia di Pisidia)
- Egemonio † (menzionato nel 451)